# Некрасов, Зот Ильич
Зот Ильи́ч Некра́сов (26 декабря 1907 (8 января 1908), Мелитополь, Таврическая губерния, Российская империя — 1 декабря 1990, Днепропетровск, Украинская ССР, СССР) — советский учёный-металлург, академик АН УССР (18.4.1961, член-корреспондент 1951).

## Биография
Родился 26 декабря 1907 года (8 января 1908 года) в Мелитополе (ныне Запорожская область, Украина) в семье рабочего-железнодорожника.
Окончил Днепропетровский металлургический институт (1930). Затем работал в Днепропетровском НИИ металлов. Научные труды молодого учёного с самого начала были посвящены вопросам теории доменной плавки.
С 1938 года работал на кафедре металлургии чугуна в Днепропетровском металлургическом институте.
С началом Великой Отечественной войны кафедра была эвакуирована в Магнитогорск. Доцент (1942). Вместе с академиком И. П. Бардиным выезжал на заводы в Нижний Тагил, Магнитогорск и Кузнецк, где учёные консультировали металлургов.
В послевоенные годы с его именем связано обустройство на новом месте, в городе Днепропетровске, и последующее развитие Института чёрной металлургии АН УССР. В 1950 году защитил докторскую диссертацию. Став в 1952 году директором института, Некрасов приложил максимум усилий, чтобы перебазировать институт из Киева, где он тогда находился, в Днепропетровск — металлургический центр Украины. З. И. Некрасов был директором Института чёрной металлургии 24 года — до 1976 года.
В 1971—1978 годах возглавлял Днепропетровский научный центр Академии наук УССР (в настоящее время — Приднепровский научный центр Национальной академии наук Украины).
Научная деятельность З. И. Некрасова получила широкое международное признание. Много лет он был председателем Комитета по чёрной металлургии Европейской экономической комиссии ООН. Зот Ильич был также членом ряда комитетов и научных советов, деятельность которых касалась решения проблем чёрной металлургии.
Также активно занимался общественной и общественно-политической деятельностью. Как член КПСС — двадцать лет входил в состав Днепропетровского областного комитета партии, неоднократно был делегатом партийных съездов республиканского и союзного уровня. Много раз избирался депутатом городского совета Днепропетровска.
Жил и работал в Днепропетровске. Скончался 1 декабря 1990 года, похоронен на центральной аллее Запорожского мемориального кладбища в Днепропетровске.

## Память
- В июне 1991 года имя академика З. И. Некрасова было присвоено Институту чёрной металлургии АН УССР[6].
- 25 апреля 2016 года имя З. И. Некрасова было присвоено Мариупольскому металлургическому комбинату имени Ильича, что позволило выполнить закон о декоммунизации (до этого «Ильич» в названии относился к В. И. Ленину)[7].

## Награды
- Герой Социалистического Труда (13 марта 1969)
- трижды орден Ленина
- орден Октябрьской революции
- трижды орден Трудового Красного Знамени
- орден «Знак Почёта»
- Сталинская премия III степени (14 марта 1941) — за изобретение способа вдувания колошниковой пыли в доменную печь
- Ленинская премия (1960) — за внедрение природного газа в доменное производство
- заслуженный деятель науки и техники УССР (1978)
- медали